# Union Tarbes Lourdes PB
O Union Tarbes-Lourdes Pyrénées Basket é um clube de basquetebol baseado em Tarbes, França que atualmente disputa a Nationale Masculine 1 (equivalente à terceira divisão francesa). Manda seus jogos no Palais des sports du quai de l'Adour com capacidade para 5.000 espectadores.

## Histórico de Temporadas
| Temporada | Nível | Liga | Pos. | J     | PL  | Resultado            |
| --------- | ----- | ---- | ---- | ----- | --- | -------------------- |
| 2012-13   | 4     | NM2  | 1    | 21-5  |     | Promovido4º colocado |
| 2013-14   | 3     | NM1  | 12   | 16-18 |     |                      |
| 2014-15   | 3     | NM1  | 10   | 19-15 |     |                      |
| 2015-16   | 3     | NM1  | 5    | 20-14 | 1-2 | Quartas de finais    |
| 2016-17   | 3     | NM1  | 7    | 19-15 | 3-2 | Seminalista          |
| 2017-18   | 3     | NM1  | 14   | 12-22 |     | Rebaixado            |

fonte:eurobasket.com